# Bajdarata
La Bajdarata (in russo Байдарата?) è un fiume della Russia settentrionale, scorre nel Priural'skij rajon del Circondario autonomo Jamalo-Nenec). Il fiume è un tributario del mare di Kara e sfocia nella baia della Bajdarata cui dà il nome.
La sorgente si trova vicino al monte Padata-Saurej (Pėdaratasangarėj) sulle pendici orientali degli Urali polari. La direzione della corrente nella parte superiore e centrale è orientale, nella parte inferiore è nord-orientale. Nel corso inferiore il canale è molto tortuoso.  La lunghezza del fiume è di 123 km, l'area del bacino è di 3 180 km².